# Горловка
Горловка или Хорливка (на украински: Го́рлівка) e град с областно значение в Донецка област, Украйна.
През територията на града преминава река Корсуна. Градът заема територия от 207 км², 80 % от тях са застроени. На всеки жител се падат 340 м² зелени насаждения. Населението на града е 256 714 души (2013).
Горловка е важен железопътен възел и промишлен център.